# Medaille voor steun aan de Oekraïense strijdkrachten
De medaille voor steun aan de Oekraïense strijdkrachten (Oekraïens: Медаль «За сприяння Збройним Силам України», Medalj "Za spryjannja Zbrojnym Sylam Oekraïny") is een ministeriële en militaire onderscheiding van het ministerie van Defensie van Oekraïne.
De medaille werd ingesteld in mei 2003 en kon tot juni 2013 worden toegekend aan Oekraïens militair personeel dat diende bij andere formaties dan de Oekraïense strijdkrachten, aan burgerpersoneel van de Oekraïense strijdkrachten en aan andere personen voor een betekenisvolle persoonlijke bijdrage aan de ontwikkeling van de Oekraïense strijdkrachten.
In december 2015 werd de medaille opnieuw ingesteld en sindsdien wordt deze toegekend aan medewerkers van de Oekraïense strijdkrachten en andere personen, waaronder buitenlanders, voor een betekenisvolle persoonlijke bijdrage aan de ontwikkeling van de Oekraïense strijdkrachten, vruchtbare samenwerking met het ministerie van Defensie van Oekraïne en voor ander uitmuntend dienstbetoon aan de Oekraïense strijdkrachten.

## Versierselen
Het kleinood is gemaakt van wit metaal en stelt een achtpuntige stralende ster voor. In het midden van de ster staat een recht breedarmig kruis met armen van gelijke lengte van geel metaal, bedekt met karmozijnrood email, in het midden waarvan op een rond medaillon bedekt met blauw email het teken van het vorstendom van Volodymyr de Grote (het klein staatsembleem van Oekraïne) staat. Het kruis staat bovenop twee lauwertakken van geel metaal. De diameter van de medaille is 38 millimeter. De keerzijde is plat met in een cirkel de inscriptie "ЗА СПРИЯННЯ ЗБРОЙНИМ СИЛАМ УКРАЇНИ" ("Voor steun aan de Oekraïense strijdkrachten") in verdiept reliëf.
De versierselen verbeelden het embleem van de Oekraïense strijdkrachten: een karmozijnrood verkort kruis pattée (het zogenaamde Kozakkenkruis), goudgebiesd, met in het midden een goudgebiesd blauw rond medaillon met de afbeelding van het teken van het vorstendom van Volodymyr de Grote van goud. Naast de vorm verwijst ook de kleur karmozijnrood naar de Kozakken, leden van gemilitariseerde zelfbesturende gemeenschappen, die vanaf de late middeleeuwen de steppen bewoonden in het zuiden van het huidige Oekraïense grondgebied.

embleem

Het lint, met een breedte van 28 millimeter, is gemaakt van gele zijde met een karmozijnrode middenstreep. De breedte van de middenstreep is 10 millimeter. De kleuren van het lint, karmozijnrood en geel, verwijzen naar de kleuren van het embleem van de Oekraïense strijdkrachten.

## Nederlandse dragers
De volgende Nederlanders ontvingen de medaille voor steun aan de Oekraïense strijdkrachten:
- John Stienen, adviseur van Stichting Spoetnik voor de organisatie en verlening van bijstand aan de Oekraïense strijdkrachten, het handhaven van het moreel van de verdedigers van de staatssoevereiniteit en territoriale integriteit van Oekraïne en ter gelegenheid van de Onafhankelijkheidsdag van Oekraïne (2019).[6][7]
- Monika Kop-Wijering, plaatsvervangend commandant van het Militair Revalidatie Centrum Aardenburg, voor haar inzet om Oekraïense patiënten revalidatiezorg te bieden (2022).[8]

## Trivia
Het Ereteken, de medaille voor steun aan de Oekraïense strijdkrachten en de medaille voor de ontwikkeling van militaire samenwerking zijn de drie militaire onderscheidingen van het ministerie van Defensie van Oekraïne die tussen 2003-2022 zijn ingesteld en ook aan burgers kunnen worden verleend.
Hoewel op 21 november 2022 nieuwe departementale onderscheidingen van het ministerie van Defensie van Oekraïne zijn ingesteld, werd de medaille voor steun aan de Oekraïense strijdkrachten in april 2024 nog uitgereikt aan de civiele deelnemers van het Oekraïense team Valkyrie 1, dat in februari in Amsterdam de TIDE Hackathon had gewonnen.
Op 25 april 2024 verleende de Minister van Defensie de nieuwe medaille "voor steun aan Defensie" aan Hryhorii Kozlovskyj, oprichter van FK Roech Lviv en filantroop. Ook deze medaille wordt toegekend aan medewerkers van de Oekraïense strijdkrachten en andere personen 'voor een betekenisvolle persoonlijke bijdrage aan de ontwikkeling van de Oekraïense strijdkrachten, vruchtbare samenwerking met het ministerie van Defensie van Oekraïne en voor ander uitmuntend dienstbetoon aan de Oekraïense strijdkrachten' en kan daarmee gezien worden als de opvolger van de medaille voor steun aan de Oekraïense strijdkrachten. In het voorjaar van 2024 werden beide onderscheidingen door elkaar verleend, zo werd op 10 mei 2024 de medaille voor steun aan de Oekraïense strijdkrachten verleend aan Stepan Koelynjak.

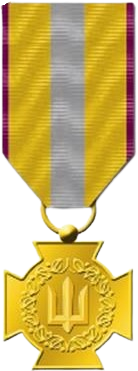
Voor steun aan Defensie

De medaille van het ministerie van Defensie van Oekraïne "voor steun aan de Oekraïense strijdkrachten" mag niet worden verward met de onderscheiding van de opperbevelhebber van de  Oekraïense strijdkrachten "Voor steun aan het leger" (Oekraïens: Нагрудний знак «За сприяння війську», Nahroednyj znak "Za spryjannja viiskoe"). Deze laatste werd op 14 februari 2023 door Valerij Zaloezjny toegekend aan de Nederlandse luitenant-kolonel Richard Schulte voor zijn rol bij het International Donor Coordination Centre, dat de Britse en Amerikaanse inspanningen combineert om de stroom wapens en uitrusting richting Oekraïne te coördineren als antwoord op de Russische invasie van Oekraïne. In de Oekraïense draagvolgorde voor militairen worden de onderscheidingen van de opperbevelhebber van de Oekraïense strijdkrachten op de linkerborst gedragen na de onderscheidingen van het ministerie van Defensie van Oekraïne. 

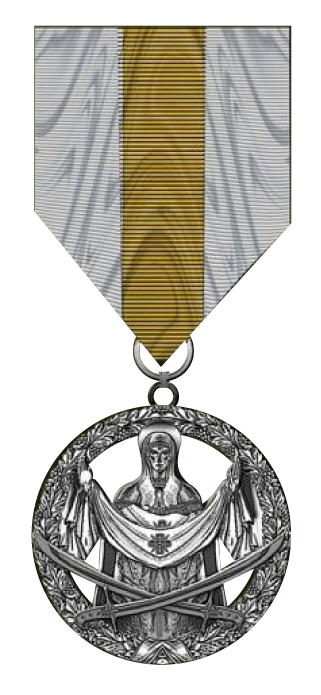
Voor steun aan het leger

Orden van Oekraïne

Held van Oekraïne (Gouden Ster · van de Natie)

Vrijheid ·
Vorst Jaroslav de Wijze ·
Verdienste ·
Bohdan Chmelnytsky ·
Helden van de Hemelse Honderd ·
Dapperheid ·
Vorstin Olha ·
Daniel van Galicië ·
Dapper Werk in de Mijnen

Oekraïense presidentiële en militaire onderscheidingen

Kruis voor Militaire Verdienste ·
Ivan Mazepa-Kruis ·
Geëerd Beoefenaar van de Kunsten ·
25 jaar onafhankelijkheid ·
Gouden Hart

Ereteken ·
Medaille voor steun aan de Oekraïense strijdkrachten

Zie ook orden, onderscheidingen en medailles van:

Oekraïne (draagvolgorde) · 
Oekraïense Volksrepubliek (Orde van het IJzeren Kruis) · 
 OekSSR (Rode Vlag van de Arbeid)